# Vertigo Bluff
Das Vertigo Bluff (englisch für Höhenangstklippe) ist ein markantes und 1950 m hohes Felsenkliff in der antarktischen Ross Dependency. Es ragt 6 km südlich des Asquith Bluff an der Westseite des Lennox-King-Gletschers auf. 
Geologen der Ohio State University sammelten hier während einer zwischen 1969 und 1970 durchgeführten Forschungsreise Gesteinsproben ein. Die von ihnen vorgenommene Benennung spielt auf die Höhe und Steilheit des Kliffs an.